# We Are Zombies
We Are Zombies ist eine kanadisch-französische Horrorkomödie aus dem Jahr 2023. Regisseure sind die drei Kanadier François Simard, Anouk Whissell und Yoann-Karl Whissell.

## Handlung
Im Jahr 2064 sind Zombies ein weitgehend rechtloser und teilweise verachteter Teil der Gesellschaft: Sie verrichten preisgünstig niedrige Arbeiten und sterben nicht, weshalb sich ihr Anteil an der Bevölkerung rasch erhöht. Der Coleman-Konzern forscht an einer Lösung des Überbevölkerungsproblems und holt dafür kostenpflichtig in Haushalten zu Zombies mutierte Familienmitglieder ab, die angeblich eine würdevolle Behandlung erfahren und der Forschung dienlich sind. Die ehemalige Coleman-Angestellte Maggie, ihr Halbbruder Karl und der in Maggie verliebte Freddie verdienen ihren Lebensunterhalt damit, der Abholung von Familienangehörigen durch den Coleman-Konzern durch von Maggie angezapfte Kommunikation zuvorzukommen, von den Familien das Abholungshonorar zu kassieren und die Zombies an zwielichtige Abnehmer weiterzuverkaufen. Einer der Abnehmer ist der Künstler und Clubbetreiber Seth Mckenna, der die Zombies in seinem Club im Rahmen von Performances zerstückelt.
Zwei Coleman-Angestellte entdecken, dass Karl und Freddie hinter ihren „gestohlenen“ Abholungen stecken, fordern 25.000 Dollar Wiedergutmachung und entführen Karls und Maggies Großmutter, um ihrer Forderung Nachdruck zu verleihen. Um das Geld aufzutreiben, nimmt das Trio das Angebot Mckennas an, ihm für 50.000 Dollar eine berühmte Zombie-Tänzerin für eine seiner Performances zu besorgen. Diese ist längst tot und verwest, so dass die Drei beschließen, Mckenna die der Tänzerin ähnlich sehende Stripperin Jane zu präsentieren, der Karl verfallen ist. Die „Übergabe“ Jane gegen Geld soll in Mckennas Club stattfinden, scheitert aber daran, dass der Coleman-Geschäftsführer Hannity ein experimentelles Gas in den Club einleiten lässt, dass die dort auftretenden, eigentlich harmlosen Zombies in blutrünstige Monster verwandelt.
In einer finalen Schlacht können Maggie, Karl und Freddie sowohl die Zombies als auch Hannity besiegen. Das Geld geht dabei verloren, aber die Großmutter wird gerettet. Die Schlussszene zeigt die drei Protagonisten bei einem entspannten Pen-&-Paper-Rollenspiel in einem Diner, das von aggressiven Zombies belagert wird. Es wird angedeutet, dass das Gas eine weltweite Zombie-Epidemie ausgelöst hat.

## Entstehungsgeschichte
Die Initiative für die Produktion des Films geht zurück auf die französische Produktionsfirma Full House, die François Simard, Anouk Whissell und Yoann-Karl Whissell als Regisseure für das Projekt auswählte. Die drei Regisseure, die als Trio unter dem Namen „RKSS“ (Roadkill Superstars) firmieren, hatten zuvor 2015 die Horrorkomödie Turbo Kid und 2018 den Horrorfilm Summer of 84 veröffentlicht, die wie auch We Are Zombies geprägt sind von kulturellen Anspielungen auf die 1980er-Jahre. Das Trio schrieb auch das Drehbuch zu We Are Zombies. Die Dreharbeiten fanden im Frühjahr 2022 in Kanada statt. We Are Zombies beruht auf dem Comic Als die Zombies die Welt auffraßen, der 2008 von Texter Jerry Frissen und Zeichner Guy Lissen veröffentlicht wurde.
Premiere hatte der Film am 9. August 2023 auf dem Fantasia International Film Festival im kanadischen Montreal. Vier Wochen später wurde er auf dem deutschen Fantasy Filmfest gezeigt. Am 23. September fand die US-Premiere auf dem Fantastic Fest statt.

## Rezeption
InfamousHorror.com bezeichnete We Are Zombies als „triumphale Rückkehr“ des Regietrios RKSS. Der Film widersetze sich allen Klischees des Zombiefilms, zeige eine neue Sichtweise auf die Zombie-Thematik und biete „eine Achterbahnfahrt des Nervenkitzels (und) ungetrübte Unterhaltung“. Der Film nehme sich selbst nicht ernst, falle dabei aber nicht in die Kategorie eines B-Movie. Film-Rezensionen.de hob hervor, dass We Are Zombies primär eine Geschichte über Freundschaft sei, die mit einem originellen Szenario und schrägen, untereinander dynamisch verbundenen, allerdings stereotypischen Figuren aufwarte. Moviebreak.de gesteht dem Film eine vielversprechende Idee zu, wertete aber, der Film beschäftige sich primär „mit dem Abklappern fader Jokes“. Gesellschaftlich relevante Fragen zum Zusammenleben zwischen Mensch und Zombie „verpuffen bereits nach kurzer Zeit im narrativen Nichts“. Der Film habe keine eigene Identität, sondern biete lediglich „kleine Albernheiten und den einen oder anderen Gewaltmoment“. Die Veranstalter des deutschen Fantasy Filmfest attestierten dem Film, er „bade in unkorrektem Humor und verbinde puren Quatsch mit satirischem Hintersinn“.